# Komitet na rzecz Rozwoju Nauk w Polsce
Komitet na rzecz Rozwoju Nauk w Polsce (dawniej: Komitet Ratowania Nauki Polskiej) – inicjatywa obywatelska, powołana 8 października 1998 roku, dążąca do podniesienia nakładów na naukę w Polsce. Jego działalność rozpoczął apel do społeczeństwa, pod którym podpisali się pracownicy instytucji naukowych, w zamierzeniu ma on jednak przekonać wszystkie grupy społeczne do zaangażowania w działalność na rzecz rozwoju nauki. W roku 2006 Komitet protestował przeciwko zmniejszeniu dopuszczalnej wysokości odpisu kosztu uzyskania przychodu dla pracowników naukowych.